# John Lyng
John Lyng, född 22 augusti 1905 i Trondheim, död 18 januari 1978 i Bærum, var en norsk politiker (Høyre). Han var Norges statsminister från den 28 augusti till den 25 september 1963 och utrikesminister 1965–1970.

## Biografi
Lyng, som var jurist till yrket, hade under slutet av andra världskriget tjänstgjort som tjänsteman i den norska exilregeringen i London. Han var ledamot av Stortinget 1945–1953 och 1958–1965. 
Sedan Einar Gerhardsens socialdemokratiska regering på sensommaren 1963 tvingats avgå som en följd av efterspelet till en svår gruvolycka på Svalbard, Kings Bay-affären, utsågs högerpolitikern Lyng till statsminister för en borgerlig fyrpartiregering, trots att Stortinget hade socialistisk majoritet. Det var den första borgerliga regeringen under efterkrigstiden. 
Regeringen Lyng föll redan efter fyra veckor och hann naturligt nog inte uträtta mycket på denna korta tid. Emellertid fick Lyngs regeringsförklaring genomslag i väljarkåren, och den anses ha haft stor betydelse för att de borgerliga partierna två år senare, 1965, kunde få majoritet i Stortinget och bilda regering under centerpartisten Per Bortens ledning. I denna regering blev Lyng utrikesminister.
Han var kusin till Thor Heyerdahl på dennes mor Alison Lyngs sida.